# Млетачки трговац
Млетачки трговац (енгл. The Merchant of Venice) дело је Вилијама Шекспира, штампано је први пут 1600. године.

## Настанак и тема
Дело је штампано је први пут 1600. године, но вероватно је извођено и раније (1596). На тај закључак наводе следећи догађаји: погубљење једног Јеврејина, доктора краљице Елизабете, у Лондону, 1594. године, под оптужбом да је био умешан у заверу Шпанаца који су намеравали да отрују краљицу (сцена на суду (IV, 1) иде на руку антисемитско расположење које је тај догађај био изазвао); Антонијев брод Андреја има исто име као и шпански адмиралски брод Св. Андреја, који су Енглези запленили приликом напада на луку Кадиз, 1596, и име је било погодно да гледаоце у позоришту подсети на подвиг енглеских морнара против непријатеља који је желео да покори Британију.
У доба настанка овог дела, централном Енглеском владала је глад због оскудних жетви и друштвени немири. Песник је изгубио свог јединог сина и донекле се повукао у себе, постао интровертнији. Ова комедија има некакву доследну окренутост унутра – у наглашеним моралним темама, сликама осећања духовне слабости и изванредној обради ликова. 
Ово дело је сврстано у комедије мада треба имати у виду да је комедија у Шекспирово, тачније елизабетанско, доба имала неке карактеристике које нема данас. Састојала се од: срећног завршетка који је обележаван венчањима свих невенчаних јунака, унутрашњих и спољашњих сукоба, борбе младих љубавника против старијих ликова, мудрих слугу, вишеструких заплета и изненађујућих обрта. Ипак, ово дело се нарочито памти по драматичним сценама и осликавању Јеврејина Шајлока, које је покренуло питање антисемитизма. 
Шекспир је инспирацију за ову комедију пронашао у разним делима. Залога фунте меса и надмудривање лихвара веома је стара и распрострањена источњачка прича, али у делу Глупак – Ђованија Фјорентина налази се једна прича која највише личи на Шекспирову, у којој један млетачки трговац позајмљује од јеврејског зајмодавца новац за свог кума Ђанета. Ако се дуг не врати на време, Јеврејин може да узме фунту трговчевог меса. Ђането се удвара љупкој Госпи од Белмонта, а Јеврејин је упропашћен када госпа, пошто је дошла у Венецију прерушена у адвоката, показује да обвезница не дозвољава Јеврејину да пролије ни кап крви нити да узме ни грам више од тачно једне фунте меса. И крај ове приче сличи Шекспировој (помиње се случај прстена и онда се све открива и срећно завршава).
Мотив изабирања правог ковчежића помиње се у збирци Gesta Romanorum, кроз причу о римском цару који је, да би искушао нарав девојке којом његов син жели да се ожени, даје овој да изабере један од три ковчежића – од злата, сребра и олова. Ипак, највише утицаја на настанак Млетачког трговца има Малтешки Јеврејин, драма Кристофера Марлоа, британског писца и драматурга. У тој драми богати и свирепи Јеврејин има кћер Авигеју, која воли хришћанина и покрштава се. Али, Шекспиров Јеврејин је сложенија личност, јер му аутор даје више људскости приказујући његову мржњу као последицу омаловажавања с којим су се Јевреји сусретали у хришћанском окружењу.

## Радња
Прича има два заплета, тачније прави заплет – уговор и фунта меса, и подзаплет – избор ковчежића.
Басанио, млади Венецијанац, моли свог великог пријатеља, Антонија, да му позајми новац за одлазак у Белмонт, прелепој, мудрој Порцији код које жели да се окуша у срећи и начини је својом супругом. Антонио је добростојећи млетачки трговац, али њему је сва имовина на мору, на бродовима које је послао у разне крајеве света, тако да мора позајмити. Тада се открива мотив зеленаштва, тада широко распрострањеног. Појављује се Шајлок, главни антагониста и, по мишљењима многих, најјачи лик у делу. Он је тај који може помоћи Басанију, односно позајмити му новац на Антонијево име. Антонио се не брине, јер је довољно богат, и чињеница да Јеврејин тражи пола килограма меса с његовог тела уколико овај не успе да му за одређено време врати позајмљено, оставља га равнодушног. Антонио само жели да усрећи Басанија. Шајлок мрзи Антонија, јер га је Антонио много пута вређао пред људима, називао га псетом и давао му најпогрднија имена, и сматра то одличном приликом да му се освети. Његова мржња се удвостручује када Антонијев пријатељ Лоренцо бежи с његовом кћерком, Џесиком, која том приликом односи огроман део очевог богатства и немилице га троши поставши жена једног хришћанина.
Подзаплет прати Басанијеву драгу, предивну Порцију којој је отац пре смрти оставио три ковчежића – златни, сребрни и оловни. Она се мора удати за оног који одабере прави ковчег, онај у коме је њена слика. Просци долазе из свих крајева света, али она не гаји ни према једном оно што гаји према Басанију, и зато је сретна када ниједан од њих пре Басанија не погађа прави ковчежић. То, заправо, може само прави човек – мудар да не наседне на блиставу спољашњост, и свестан да се човек цени према оном што избија из његовог унутрашњег бића. Дакле, прави ковчег је оловни, и на њему пише На коцку ставља све / све даје ко ме узме. Једино Басанио јесте кадар да да све, не тражећи заузврат лажни сјај злата или сребра.
Радости будућих младенаца придружују се Басанијев пријатељ Грацијано и Порцијина слушкиња Нериса, који су, заљубљени једно у друго, стрепели чекајући дан да Басанио дође и покуша да добије вољену Порцију, како би и они могли бити заједно. Њихово славље прекида писмо од Антонија који им поручује да је изгубио све што је имао услед несреће с бродовима, и да се он сада мора подвргнути Шајлоковој освети. Басанио и Грацијано одмах крећу назад, знајући да су и сами криви уколико њихов пријатељ настрада због њихове среће. Порција нуди много новца да би се Антонио спасио, и она и Нериса дају својим вереницима прстенове које они морају чувати и од којих се не смеју растајати у име њихове љубави.
Они се враћају, нуде Шајлоку велику своту новца, али он је неумољив. Ни за шта на свету он неће одустати од освете над човеком кога мрзи. И сам дужд га преклиње за милост, али Шајлок се не предаје. Очекује се дан суђења, када ће освета бити извршена. Тада Порција и Нериса ступају у акцију. Прерушавају се у мушкарце и замењују Порцијиног рођака, доктора права који је био обавезан да дође на суђење и надгледа читав тај процес, услед дуждеве немогућности да помогне Антонију. Правник је послао писмо наводећи да је болестан и да шаље изврсног младог заменика. Сцена у судници представља кулминацију, и обилује напетошћу и неочекиваним преокретима.
Шајлок никако не одустаје тврдећи да само жели оно што му по закону и припада, и свима се чини да је трагедија на помолу, јер Антонио је већ везан и само се чека да Јеврејин добије своју фунту меса. Но, Порцијијој довитљивости крај још дошао није, заправо, она се тек ближи кулминацији и то ће бити и најдраматичнији тренутак целе приче. Порција захтева од Шајлока да пажљиво одсече фунту меса, јер пролије ли тек кап крви или узме грам мање или више него што у документу пише, сустићи ће га казна која прети да му узме цело имање. Шајлоку је то довољно – одриче се свега што је канио да учини. Пристаје да узме новац који му је нуђен пре суђења, али то је немогуће. Он мора да плати за покушај одузимања живота једном грађанину тако што ће пола имовине дати Антонију, а пола држави, док је сам његов живот у дуждевим рукама. На крају, одлучено је да Шајлок мора променити веру и дати сав новац Басанију и Џесики.
Басанио и Грацијано, не препознавши своје маскиране жене, желе да се некако одуже тим доброчинитељима који су спасили живот њиховом пријатељу спасивши тако и њихово спокојство. Порција и Нериса захтевају да им се дају два прстена које су приметиле на њиховим рукама, али они знају да су се зарекли да ће чувати то прстење као свој живот, па предлажу да ова двојица праведних и мудрих људи траже било шта друго (ако хоће и највећи драгуљ на свету), само не та два прстена. Међутим, Порција и Нериса, прерушене у младиће, желе само та два прстена и неће пристати да узму ништа друго. Овај захтев оставља Басанија и Грацијана без текста, али они схватају да се морају одужити људима који су управо спасили све њих од пропасти, и дају то прстење.
Тај догађај проузроковаће и други део узбудљивог расплета, у коме, након што су се сви безбедно вратили у Белмонт и почели славље срећног завршетка, Порција и Нериса тобоже примећују да њихови вољени мушкарци не носе прстење које су им дале, и не могу то да им опросте. После приче о догађајима у судници и о човеку који је заслужио непроцењиву награду (која је у овом случају тај прстен), Порција и Нериса ваде прстенове тврдећи да су оне, након што су њихови прстенови дати тим младићима, и саме припале истим. Оне су наводно, да би повратиле те драгоцености, спавале с њиховим новим власницима.
Мудре девојке пуштају присутне да неко време буду шокирани, а онда им све откривају, још више их запањујући. А њихову заједничку срећу увећава вест да су се Антонијева три брода ипак безбедно вратила.

## Ликови

### Шајлок
Иако главни негативац, Шајлок је остао запамћен као најсложенији лик у Млетачком трговцу, јер је мржња коју носи у крви образложена судбином Јевреја.
Прогањани, сатерани у гета, издвојени посебним порезима, тужени и понекад убијани, европски Јевреји су се окренули новчаним трансакцијама као једном од ретких допуштених видова изражавања. Повезивани су са зеленаштвом, или позајмљивањем новца с каматом – нарочито с огромним, незаконитим стопама. Али, у време када је Трговац писан, став према зеленаштву је већ еволуирао. Џон Шекспир, песников отац, могао би се лако оптужити за жестоко зеленаштво, а његово наплаћивање камате од двадесет процената могло би се сматрати подвигом достојним Риалта.
Антонио – што је важно – мрзи зајмодавца делимично због тога што је Јеврејин. Шајлок за Антонија каже:
| Мрзи он Наш свети народ, псује тамо баш Где трговаца има највише Мене, мој занат, моју законито Стечену добит, зеленаштвом то Називајући. Нек' би племе моје Проклето било ако ли му ово Опростим икад! |

А при склапању уговора, када Јеврејин подсећа Антонија: Звали сте ме / Некрстом, звали псом крволочним, Антонио му одговара: И опет ћу те, сва је прилика / Назвати тако, опет пљувати, / И поново те тако ритати. Немогуће је да ова сцена не изазове имало милости према Шајлоку иако се то дешава пре него је он учинио ишта лоше. Шајлок је овде достојнији поштовања од Антонија.
Све ово баца нешто светлости на Шајлока, који лако може деловати бољи од својих противника и од кћери која га лаже, поткрада и расипнички троши очево злато и тиркиз који му је поклонила покојна супруга Леа. 
Међутим, Шајлок је добио прилику за освету, захтевајући фунту меса по истеку договора. Бриткост његовог ума долази до изражаја, а нарочито је занимљиво његово оправдање за тражење фунте меса:
| Пола киле меса С људског тела, људског меса, нит' се Цени толико, нит' толико вреди Колико овчје, козје, говеђе. Кажем: ја ову услугу му нудим, Да бих у њега љубав задобио. |

Иако се појављује у пет сцена, он доминира читавим делом. У трећем чину, он изговара емотивно јак монолог (састављен од реторских питања) који ће окарактерисати ово дело и по коме ће се оно и памтити:
| Зар Јеврејин нема очи? Зар Јеврејин нема руке, органе, удове, чула, наклоности, страсти? Зар се не храни истим јелима и не рањава га исто оружје? зар није подложан истим болестима, и зар га не исцељују исти лекови? зар му није зими хладно, а лети врућина, као и хришћанину? Ако нас убодете, зар не крваримо? ако нас голицате, зар се не смејемо? ако нас отрујете, зар не умиремо? па ако нас увредите, зар да се не светимо? |

На суђењу Шајлок постаје жртва опасне заблуде – илузије о једнакој вредности етике и правде. Као верник Закона, он упада у његову клопку. Наиме, венецијански закон садржи једну тајну одредбу, по свој прилици сакривену у венецијанској архиви. Ова одредба, која није доступна за детаљно проучавање или интерпретацију (јер само Порција зна за њено постојање), озакоњује ксенофобију, тако што сурову казну намењује искључиво странцима:
| Предвиђа закон млетачки и ово: Докаже ли се да је поданику Млетачком неком радио о глави Туђинац неки било посредно Ил' непосредно, онда има права Тај чији живот угрожен је био На половину његова имања; А половина друга ризници Поверљивој се даје државној; Док о животу преступниковом Једино милост дуждева, насупрот Гласова других свих, одлучује. |

Други закони се односе на све; овај само на странце... Шајлок тако постаје симбол народа с којим се венецијанска култура сукобљава, које поражава или држи на одстојању, такозваних  варварских народа .

### Порција
Порција је већ у самом свом имену одређена као личност. Кћерка Марка Порција Катона, супруга Марка Брута, оставила је на Шекспира изузетан утисак. Њен опис он је пронашао у Плутарховом делу Живот М. Брута: Ова млада госпа била је одлично упућена у филозофију, била је племенита и храбра, и исто тако мудра. Слична њој је Шекспирова Порција – лепа, мудра и верна. Међутим, она је уплашена својом зависношћу од ковчежића које је оставио њен отац, а који ће одредити њену судбину: Ја нити могу да изаберем онога којега бих хтела, нити могу да одбијем онога који ми се не свиди; тако воља умрлог оца спутава вољу кћери која је у животу. Она схвата да закони које је смислио мозак не могу спутати ватрену нарав луде младости и свим срцем жели да ниједан од просаца који је окружују не погоди прави ковчег. Сваком је нашла мане. Но, када Басанио дође к њој, она одуговлачи с бирањем ковчежића свесна да, уколико он не изабере прави, ускоро га може изгубити.
Он је нестрпљив, жели да што пре заврши с мучном игром и види да ли ће вољена жена припасти њему, и Порција наређује музику која лако може бити лабудова предсмртна песма (ако Басанио изгуби).
Лирске песме у Шекспировим драмама имају задатак да, у недостатку светлосних и других визуелних ефеката, дочарају атмосферу коју сцена захтева. Песма која се пева док Басанио бира занимљива је и по томе што можда садржи прикривен миг који треба да му помогне да изабере ковчежић од олова, јер стихови у оригиналу римују се са речју олово.
Басанија не заварава сјај злата и сребра:
| Те тако може често спољашњост Не бити језгру свом ни налик; вазда Накит човека вара. Мало ли је На суду таквих прљавих и гадних Одбрана које, кад су милозвучним Речене гласом, зла вид засенче? Мало л' у цркви грозних јереси Којима какав достојанствен отац Благослов даје и оправдава их Цитатом каквим светим, скривајући Наказност њину лепим накитом? |

Он бира прави ковчежић и спашава обоје даље бриге. Како су се бриге ипак наставиле, Порција игра главну улогу у спасавању Антонија од Шајлокове освете. Прво покушава да измоли милост од Шајлока, тврдећи да је милосрђе:
| Благослов и за оног који даје, И за оног који прима; моћ је она Пуномоћнија и у најмоћнијег; На престолу је владаоцу дика Више но круна; (...) Оно је знамен Бога живога, Та власт земаљска највише божанској Наличи моћи када милосрђе Зачини правду. |

Како се Шајлок није предомишљао, она је употребила силу наводећи већ поменуту одредбу која ради против странаца. Тако је Порција други пут показала друго лице Венеције која подиже одбрамбени зид против штетног утицаја који изазива свакодневна интеракција с туђинским световима. Први пут се то догодило са одабиром правог ковчежића, које није толико зависило од јунаштва колико од интерпретације текста и културе.